# Afumați (Dolj)
Pour l’article homonyme, voir Afumați.
Afumați est une commune roumaine située dans le județ de Dolj.